# Альбрехт, Ганс Иоахим
Ганс Иоахим Альбрехт (нем. Hans Joachim Albrecht; 11 июня 1938, Вормдит, Восточная Пруссия) — немецкий скульптор, художник, писатель
 и педагог. Лауреат премии Торна-Приккера (1998).

## Биография
После окончания Второй мировой войны с семьёй переехал в Крефельд, где проживает и поныне. С 1958 по 1962 год изучал основы живописи и скульптуру в Художественной школе Касселя. С 1967 года преподавал базовый дизайн в Художественной школе Крефельда, с 1970 по 1974 год был первым деканом факультета дизайна в Нидеррайнском университете прикладных наук. С 1973 по 2000 год — профессор теории, пластического и цветового дизайна. В 1979 году был приглашён художником для украшения виллы Романа во Флоренции. Получил стипендию Германской службы академических обменов и вместе с Джорджем Рики стал членом Фонда Hand Hollow.
Провёл ряд персональные выставок на родине и в Польше.